# The Basin
The Basin är en del av en befolkad plats i Australien. Den ligger i kommunen Knox och delstaten Victoria, omkring 31 kilometer öster om delstatshuvudstaden Melbourne.
Runt The Basin är det tätbefolkat, med 286 invånare per kvadratkilometer.. Närmaste större samhälle är Boronia, nära The Basin.
I omgivningarna runt The Basin växer i huvudsak städsegrön lövskog. Genomsnittlig årsnederbörd är 1 244 millimeter. Den regnigaste månaden är juli, med i genomsnitt 140 mm nederbörd, och den torraste är januari, med 49 mm nederbörd.